# UGC 3992
UGC 3992 è una galassia a spirale visibile nella costellazione della Giraffa.
Il nucleo si presenta di forma tondeggiante, appena allungato in direzione nordest-sudovest; la forma a spirale è rilevabile solo ad elevati ingrandimenti in quanto lungo la linea di vista vi è una stella della Via Lattea, GSC 4622:1294, di magn. 11,3 che si sovrappone nella parte sud della galassia e ne impedisce un chiaro discernimento.